# IC 2001
IC 2001 је двојна звијезда у сазвјежђу Часовник која се налази на листи објеката дубоког неба у Индекс каталогу.
Деклинација објекта је - 48° 36' 0" а ректасцензија 3h 50m 51,7s. IC 2001 је још познат и под ознакама ESO 201-?5.